# Stazione di Oujda
La stazione di Oujda è la stazione della città omonima in Marocco. È situata nel centro cittadino, a pochi metri dalla medina.

## Principali destinazioni e durata del viaggio
- Rabat: 8h30
- Casablanca: 9h30
- Fes: 5h30
- Tangeri: 10h15

## Progetti
Nel quadro di riabilitazione del centro cittadino di Oujda, il probetto Oujda urba pole potrebbe concernere la stazione per permetterle di modernizzarsi.
È inoltre previsto il raddoppio dei binari sulla tratta Fes-Oujda e la sua elettrificazione, ciò aumenterà significativamente la frequenza dei treni e il numero di viaggiatori che utilizzeranno la stazione.